# Carlos Galiana Llorens
Carlos Galiana Lloréns (Sagunt, 10 de setembre de 1974), és un polític i actor valencià, regidor de l'Ajuntament de València des de 2015 pel Grup Municipal Compromís per València.
Llicenciat en Art Dramàtic per l'ESAD (Escola Superior d'Art Dramàtic) de València, Galiana és especialista en distribució, producció i gestió teatral, ha presidit durant anys la Falla Sevilla-Dénia del barri de Russafa de València i és membre del Consell Rector de la Junta Central Fallera. Molt actiu en la seua faceta com a faller dirigeix i col·labora amb grups de teatre amateurs, especialment de comissions falleres. En la seua trajectòria professional destaquen els seus treballs com a actor en les pel·lícules The Pelayos (2012) i Mil coses que faria per tu (2017) i com a regidor de l'espectacle ‘Luna… luna flamenca' de la companyia de Ballet Español Julia Grecos
Comença la seua trajectòria política en 2012 militant en el Bloc Nacionalista Valencià i a l'any següent passa a formar part de l'Executiva Comarcal de Compromís per València. En les eleccions municipals de 2015 Joan Ribó és elegit com a alcalde de la ciutat de València amb majoria absoluta dels vots dels regidors. Carlos Galiana, durant el primer mandat 2015/2019 desenvolupa els càrrecs de Regidor de Comerç, Control Administratiu, Espai Públic i Relacions amb els Mitjans de Comunicació a l'Ajuntament de València.
En la legislatura 2019/2023 ocupa el càrrec de Regidor de Comerç, Control Administratiu, Innovació i Gestió del Coneixement i Relacions amb els Mitjans de Comunicació de l'Ajuntament de València, President del Consell d'Administració de MercaValència i vicepresident de Las Naves. Des de febrer de 2020 substitueix a Pere Fuset com a Tercer Tinent d'Alcalde, Coordinador General de l'Àrea d'Educació, Cultura i Esports, Regidor Delegat de Cultura Festiva i Portaveu del Grup Municipal Compromís.